# Охотник за тенью
«Охотник за тенью» — кинофильм.

## Сюжет
Полицейский Джон Кейн живёт в Лос-Анджелесе и работает в отделе по расследованию убийств. От него только что ушла жена, и шеф, видимо желая, чтобы Кейн немного развеялся, посылает его в резервацию индейцев навахо с несложным, казалось бы, поручением: доставить в Лос-Анджелес арестованного серийного убийцу по прозвищу Два Медведя. На обратном пути Кейн попал в аварию, и убийца сбежал. Пришлось полицейскому сесть верхом на коня и отправиться в погоню по пустынным землям. А Два Медведя оказался не так прост: он обладает какой-то мистической духовной силой, подавляющей волю Кейна. К счастью, Джону на помощь приходит местная полицейская-индианка, с которой у него, разумеется, возникает роман.

## В ролях
- Скотт Гленн
- Анхела Альварадо
- Бенджамин Брэтт
- Роберт Бельтран — Фрэнк Тотсони
- Тим Сэмпсон

## Съёмочная группа
- Продюсеры: Стивен Браун, Кэрол Коттенбрук
- Сценарист и режиссёр: Джей С. Кардон
- Композитор: Роберт Фолк
- Операторы: Майкл Кардон, Стивен Шеридан